# SUSE

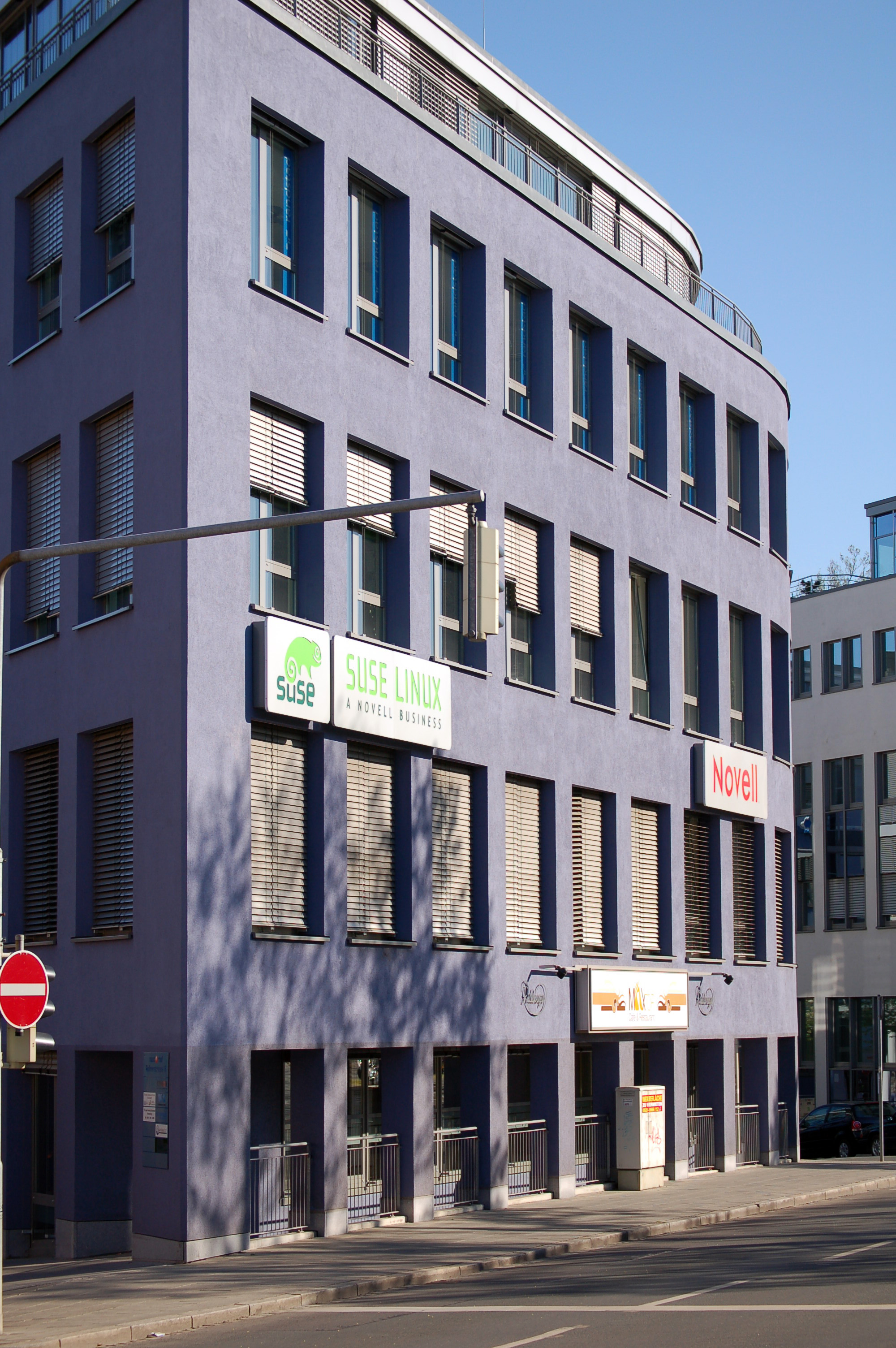

SUSE(수세, 실제 발음은 '수서')는 독일에 위치한 다국적 오픈 소스 소프트웨어 기업으로, 리눅스 제품들을 개발하고 기업 소비자들에게 판매한다. 1992년 설립되었으며 리눅스를 기업용으로 마케팅한 최초의 기업이다. 수세 리눅스 엔터프라이즈의 개발사이며 커뮤니티의 지원을 받는 오픈수세의 주요 스폰서이다.
2018년 7월, 2014년부터 SUSE의 모기업이었던 마이크로 포커스 인터내셔널은 이 사업 단위를 2019년 1/4분기에 EQT 파트너스의 자회사에게 판매할 계획을 발표하였다. 이 인수는 2019년 3월 15일 완료되면서 SUSE는 독립적인 비즈니스로 운영되게 되었다.